# Bahnhof Immensee

Der Bahnhof Immensee ist nebst Küssnacht und Merlischachen einer der drei Personenbahnhöfe und -haltepunkte auf Gebiet des Bezirks Küssnacht im Schweizer Kanton Schwyz. Er liegt in der Ortschaft Immensee und ist vor allem als Kilometer Null der Gotthardbahn bekannt.

## Geschichte
Der Bahnhof wurde am 1. Juni 1882 eingeweiht, als die Gotthardbahn nach Chiasso dem Verkehr übergeben wurde. Zeitgleich wurde mit der Strecke nach Rotkreuz der Aargauischen Südbahn die Verbindung ans restliche Eisenbahnnetz der Schweiz geschaffen. Die Zufahrtsstrecke aus Luzern wurde jedoch gemäss einem neuen Vertrag 1879 zurückgesetzt und konnte erst 1897 in Betrieb genommen werden. Immensee gilt als Start der Gotthardbahn, auf dem Bahnhofsgelände befindet sich der Kilometer Null, der auch mit einem Stein markiert wurde. Nicht nur die Kilometrierung der Gotthardbahn bezieht sich auf Immensee, sondern auch diejenige der Strecken Bahnstrecke Giubiasco–Locarno und Bahnstrecke Cadenazzo–Luino (Abschnitt zwischen Cadenazzo und der Landesgrenze) werden von Immensee aus gerechnet.
1909 wurde die Gotthardbahn von den SBB übernommen, seither befindet sich der Bahnhof in deren Eigentum.

## Empfangsgebäude und Anlage

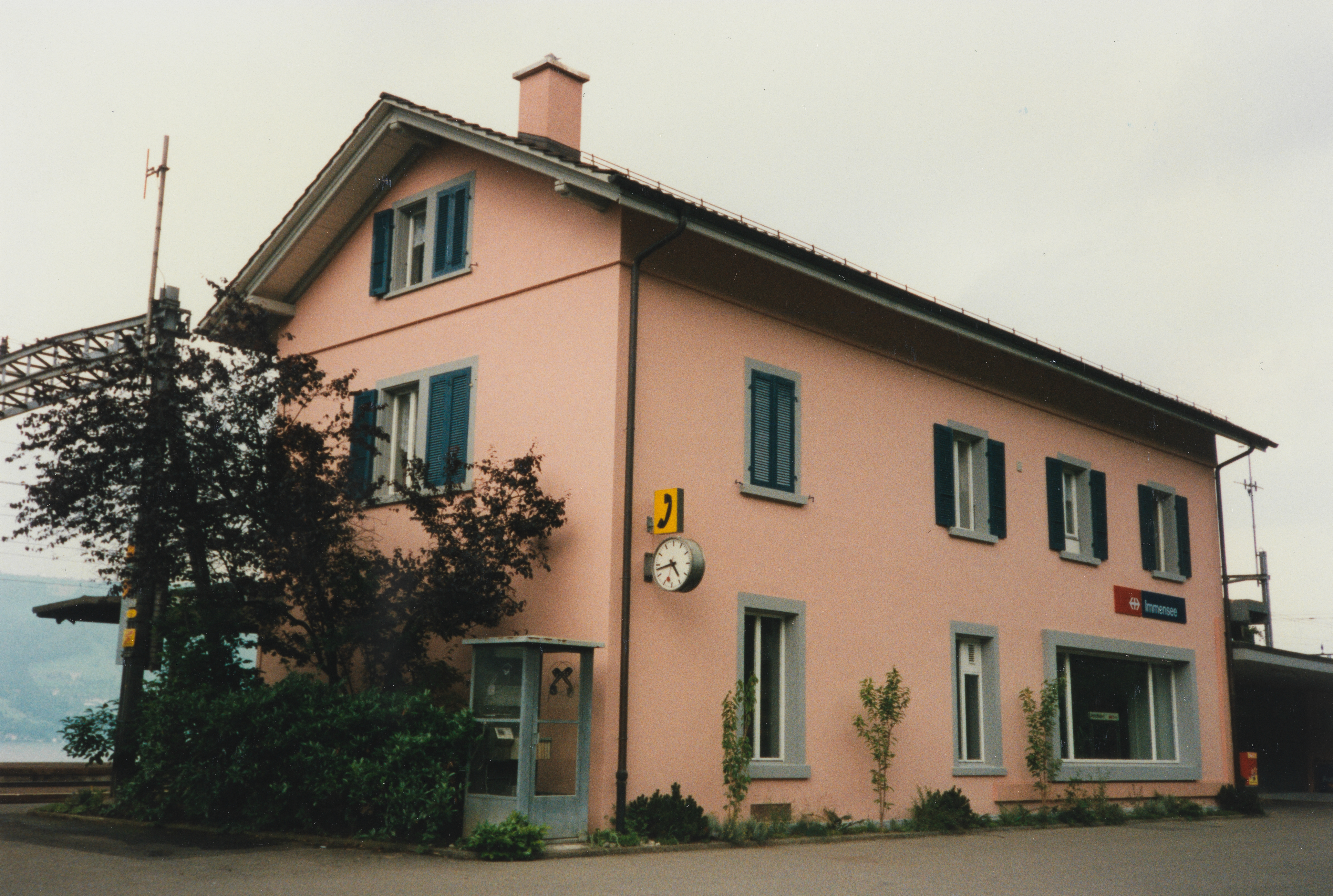
Stationsgebäude, Strassenseite 1995

Das kleine Empfangsgebäude ist in einem rosaroten Touch gehalten, eine ähnliche Farbgebung, die auch an den Bahnhöfen Arth-Goldau und Brunnen zu finden ist. Der Bahnhof ist jedoch nicht mehr besetzt, der ehemalige Schalter- und Stellwerkraum dient als Ladenlokal.
Die Station Immensee umfasst insgesamt vier Gleise, wobei das Gleis 1 in den Seitenbahnsteig zum Gleis 2 eingelassen ist, und nicht erkennbar nummeriert wurde. Zwischen den Gleisen 3 und 4 befindet sich ein Mittelbahnsteig, der per Unterführung mit dem Empfangsgebäude verbunden ist.
Für alle Bahnsteigwechsel ist die Benützung der Unterführung obligatorisch. Es gibt keine Rampen, nur Treppen.
Der Personenverkehr wird meist nach einem fixen Schema abgewickelt:
- Gleis 2: Züge in Richtung Küssnacht–Luzern
- Gleis 3: Züge aus Luzern–Küssnacht in Richtung Arth-Goldau (–Brunnen)
- Gleis 4: Züge, die von/nach Rotkreuz verkehren (in beiden Richtungen)

## Verkehr
Obwohl Immensee offizieller Anfangspunkt der Gotthardbahn ist, war und ist seine verkehrstechnische Bedeutung relativ klein. Wichtige Funktionen, wie das Wechseln der Lokomotiven oder Halt von internationalen Fernverkehrszügen, kamen von Beginn an den Nachbarbahnhöfen Rotkreuz und Arth-Goldau zugute. Im Zuge der zweijährigen Sperrung (1997–1999) der Bahnstrecke Luzern–Immensee wurde der gesamte Verkehr der Gotthardachse über Rotkreuz geführt. In dieser Zeit hielten die Schnellzüge im Zweistundentakt in Immensee, damit der Bezirk Küssnacht den Anschluss ans Fernverkehrsnetz nicht verlor. Nach der Wiedereröffnung hielten die Züge weiterhin, weil die Gotthardzüge aufgrund des höheren Geschwindigkeitslimits die Linienführung via Rotkreuz beibehielten, der Halt wurde jedoch zu Beginn der 2000er-Jahre aufgehoben. Auch die bis Arth-Goldau durchgebundenen Regionalzüge der Aargauischen Südbahn von Olten her sind dem Streichstift zum Opfer gefallen.

### Fernverkehr
Der Bahnhof wird seit Beginn des 21. Jahrhunderts nicht mehr von Fernverkehrszügen bedient, nachdem der Halt der zweistündlich verkehrenden Gotthardschnellzüge von Basel nach Chiasso gestrichen wurde. Bei Störungen und Bauarbeiten auf der Strecke Luzern–Küssnacht–Immensee wird der Voralpen-Express über Rotkreuz umgeleitet – zu diesen Zeiten ist Immensee Ersatzhalt von Küssnacht.

### Regionalverkehr
Der Bahnhof wird stündlich von einer S-Bahnlinie, die zwischen Luzern und Brunnen verkehrt, bedient. Aufgrund diverser Einspurstellen zwischen Luzern und Immensee findet die fahrplanmässige Kreuzung dieser Züge im Bahnhof Immensee statt. Es gibt keine direkten Verbindungen zwischen Immensee und Rotkreuz mehr.
- S 3 Luzern–Luzern Verkehrshaus–Küssnacht am Rigi–Immensee–Arth-Goldau–Schwyz–Brunnen (stündlich)